# Холмеч
Холмеч (бел. Кхолмеч) је агроград, центар Холмечког сеоског савета Речичког округа Гомељске области Белорусије.

## Географија

### Локација
29 км југоисточно од окружног центра и железничке станице Речица (на прузи Гомељ-Калинковичи), 65 км од Гомеља.

### Хидрографија
Кроз насеље протиче река Дњепар.

### Транспортна мрежа
У близини је аутопут Лојев-Речица. Распоред се састоји од три праволинијске улице паралелне једна са другом, блиске географској оријентацији, испресецане са две кратке улице. Зграде су претежно дрвене дворске куће. У периоду 1987-1991, изграђено је 348 зиданих викендица за смештај људи расељених из подручја контаминираних радијацијом након катастрофе у Чернобиљу.

### Историја
Према легенди, име потиче од споја речи "брдо" и "мач". Хумке које су открили археолози указују на то да су ова места била насељена од давнина, према писаним изворима, позната је од 16. века као насеље у Речичком војводству Великог војводства  Литванија. Према попису литванске војске 1567. био је у поседу А.Кхолетског. Године 1583. означено је као место у приватном власништву на аутопуту Бобрујск-Чернигов. Наведено је у архивској грађи под 1598. и на карти Велике Кнежевине Литваније 1613. године. У 16-17 веку припадао је Воловићима. Постојала су утврђења која се помињу у вези са догађајима из 1649. године и битком одреда украјинских козака С. Подобаила и М. Кричевског са војскама хетмана Велике Кнежевине Литваније Ј. Радзивила. Овде је 4. јула 1775. године потписан акт о разграничењу земаља након прве поделе Пољско-литванске заједнице.
После 2. поделе Пољско-литванске заједнице (1793) у саставу Руског царства. 1795. варошица са 2 цркве, која је изгорела 1810. године. Године 1811. дрвена Покровска црква је премештена из села Вехин у село Холмеч, 1863. године почела је да ради црква Александра Невског.
Године 1855. гроф Ракицки је поседовао 6.204 јутара земље, дестилерију и две кафане у селу и његовој периферији. Године 1864. отворена је јавна школа. Постојао је пристаниште и трајектни прелаз преко реке Дњепар. Године 1885. било је 2 дућана; центар Холмечке волости, која је 1885. обухватала 18 села са 808 домаћинстава. Од 1888. године ради поштанско-телеграфска канцеларија. Према попису из 1897. године, постојале су две цркве, капела, три јеврејска молитвена дома, јавна школа, пошта, пристаниште, житница, 60 дућана, три трговачке аркаде, два конака, три механе и кафана. У близини је било имање Кхолмецх (ака Дубровино). Постојала је пилана (парна машина, 18 радника) и апотека.
Од 8. децембра 1926. до 4. августа 1927. центар Холмечког округа Речичког округа, од 9. јуна 1927. гомелског округа. Године 1930. постојала је основна школа, читаоница, болница, подружница потрошачке задруге, пољопривредно кредитно друштво. Године 1930. организована је колективна фарма Гигант, радили су парни млин и циглана.
Током Великог отаџбинског рата окупатори су успоставили свој гарнизон у селу, који су у децембру 1942. године поразили партизани из одреда К. Ја. Постојале су подземне групе које су предводили Ф.П.Војтович и М.Ф. Приликом ослобођења села Холмеч и Заужел 12. новембра 1943. године погинуло је 120 совјетских војника (сахрањени су у масовној гробници у центру, у близини школе). На фронту је погинуло 140 становника. По попису из 1959. центар колхоза Искра. Постоји средња школа, друштвени дом, библиотека, болница, апотека, ветеринарска амбуланта, пошта, 4 продавнице и обданиште.
До средине 1930-их, сеоско веће Холмеч је укључивало сада нестала насеља Городок и Зарја.

### Популација
2022 - 509 домаћинстава, 1278 становника.